# Premier League 2009/10
Die Premier League 2009/10 war die 18. Spielzeit der englischen Premier League, und gleichzeitig die 111. Erstligasaison im englischen Fußball. Sie startete am 15. August 2009 und endete am 9. Mai 2010. Der Titelverteidiger war Manchester United, nachdem dieser Verein in der vorherigen Spielzeit seinen elften Premiership-Titel und die insgesamt 18. englische Meistertrophäe gewonnen hatte.
Durch ein 8:0 gegen Wigan Athletic gewann der FC Chelsea am letzten Spieltag die vierte englische Meisterschaft und nach 2005 und 2006 den dritten Premier-League-Titel.

## Saisonverlauf

### Meisterschaftsentscheidung
Mit dem erstmaligen Überschreiten der 100-Tore-Marke in der obersten englischen Spielklasse seit 1963 – damals gelang dies Tottenham Hotspur – stürmte der FC Chelsea mit Torschützenkönig Didier Drogba zu seinem dritten Premier-League-Titel im 21. Jahrhundert. Unter dem neuen Trainer Carlo Ancelotti behielt die langjährig bewährte Achse aus Torhüter Petr Čech, Kapitän und Abwehrchef John Terry und Mittelfeldstratege Frank Lampard hinter Drogba in den letzten vier siegreich gestalteten Partien im „Kopf-an-Kopf-Rennen“ mit Vorjahresmeister Manchester United die Nerven und gewann darüber hinaus den FA Cup.
Manchester United belegte mit einem Punkt Abstand und nur 28 Gegentoren den zweiten Rang. Der Klub hatte zu Saisonbeginn mit Cristiano Ronaldo und Carlos Tévez entscheidende Offensivkräfte verloren und da Spieler wie Dimitar Berbatow in ihrer Leistung stagnierten, vergrößerte sich im Kreativbereich trotz der positiven Entwicklungen von Antonio Valencia und Nani die Abhängigkeit von Torjäger Wayne Rooney. Auch der FC Arsenal blieb lange im Meisterschaftsrennen in Reichweite und vor allem der belgische Neuzugang Thomas Vermaelen erwies sich in der Innenverteidigung als stabilisierend. Gegen „United“ und Chelsea verloren die „Gunners“ aber vorentscheidend alle vier Partien und die im Mittelfeldzentrum neben Kapitän Cesc Fàbregas fehlende Präsenz sowie die noch nicht endgültig gelöste Torwartfrage – weder Manuel Almunia noch Łukasz Fabiański blieben frei von Kritik – galten als entscheidende Hemmnisse für den „großen Wurf“.
Den Kampf um den vierten Platz und die damit verbundene Qualifikation für die Champions League entschied Tottenham Hotspur gegen das „neureiche“ Manchester City für sich, nachdem die „Spurs“ am vorletzten Spieltag im direkten Duell in Manchester mit 1:0 gesiegt hatten. Stützen der von Harry Redknapp betreuten Mannschaft, die im heimischen Stadion die beiden Lokalrivalen Arsenal und Chelsea niederrang, waren vor dem Torhüter Heurelho Gomes und der variabel besetzten Innenverteidigung aus Sébastien Bassong, Michael Dawson und Ledley King die Kreativzone aus Wilson Palacios und Luka Modrić, der zum linken Mittelfeldspieler umfunktionierte Gareth Bale und der antrittsschnelle Torjäger Jermain Defoe. Die Akteure von Manchester City hingegen konnten in den entscheidenden Momenten dem Druck, der aus den hohen Investitionen auf ihnen lastete, nicht standhalten und verpassten mit dem fünften Rang den von den arabischen Eigentümern ersehnten Zugang zur „europäischen Königsklasse“. Von den Neuzugängen überzeugte nur Carlos Tévez ohne Einschränkung; die Darbietungen von Kolo Touré und Emmanuel Adebayor schwankten und vor allem die für insgesamt 42 Millionen Pfund transferierten Roque Santa Cruz und Joleon Lescott blieben ihren Gegenwert schuldig. Auch in der sportlichen Leitung fehlte die Konstanz und im Dezember 2009 ersetzte die Vereinsführung den glücklosen Mark Hughes durch den italienischen Meistertrainer Roberto Mancini.
Die letzten beiden Qualifikationsplätze für die Europa League gingen an Aston Villa und den FC Liverpool. Rund um die Schlüsselspieler James Milner und Stilian Petrow rangierten die von Martin O’Neill trainierten „Villans“ bereits im dritten Jahr in Folge auf dem sechsten Platz, was aufgrund der Schwäche des FC Liverpool und den damit neuen Vorzeichen für den Kampf um einen Champions-League-Platz als etwas enttäuschend galt. Die auf Schnelligkeit und Physis ausgelegte Spielweise wirkte häufig eindimensional und hatte mehr Erfolg in den Pokalspielen, die für den Klub aus Birmingham erst im Halbfinale (Ligapokal) und im Endspiel (FA Cup) endeten. Eine der größten Enttäuschungen in der Saison 2009/10 war der zu Saisonbeginn hoch gehandelte FC Liverpool, der im Jahr zuvor noch die Vizemeisterschaft gewonnen hatte. Der Kader zeigte sich dabei vor allem in der Breite als nicht gut aufgestellt und nachdem kurz vor Beginn der Spielzeit auch noch Mittelfeldspieler Xabi Alonso an Real Madrid verkauft worden war, blieb die Verantwortung auf immer weniger Schultern verteilt. Fernando Torres zeigte sich zwar bei seinen 18 Toren in 22 Ligaspielen als effektiv, konnte aber während seiner Verletzungspausen nicht adäquat ersetzt werden. Kapitän Steven Gerrard, der sich häufig als „Retter in der Not“ gezeigt hatte, war mit dieser Rolle zunehmend überfordert. Weitere Unruhe von außen waren die vakante Eigentümerfrage des FC Liverpool und der zunehmend in der Kritik stehende Trainer Rafael Benítez, dessen Vertrag im Juni 2010 dann auch beendet wurde.

### Mittelfeld
Der achte Platz war für den FC Everton nach dem jeweils fünften Rang in beiden Jahren zuvor die zweite Enttäuschung in Liverpool. Dabei hatten die „Toffees“ bereits zu Saisonbeginn mit schwachen Ergebnissen gegen vermeintlich schwächere Gegner entscheidenden Boden verloren. Als mitverantwortlich dafür galten sowohl die verletzungsbedingten Ausfälle von Mikel Arteta und Phil Jagielka, aber auch die wochenlangen Verhandlungen vor dem späteren Abgang von Joleon Lescott.
Positiv zu bewerten waren die Mittelfeldränge der dahinter platzierten Teams Birmingham City, Blackburn Rovers und Stoke City. Die „Blauen“ aus Birmingham zeigten sich zwar fußballerisch wenig spektakulär, hielten sich aber als bester Zweitligaaufsteiger in diesem Jahr stets deutlich jenseits des unteren Tabellendrittels. In dem taktisch disziplinierten Team von Alex McLeish ragten neben Torhütertalent Joe Hart sowohl die vormals nur in den zweiten Liga erprobten Roger Johnson und Scott Dann als auch die erfahrenen Haudegen Barry Ferguson und Lee Bowyer heraus. Die Rovers aus Blackburn um David Dunn widerlegten weitgehend die Kritiker, die die Spielweise von Trainer Sam Allardyce – mit langen Bällen statt mit Kombinationsspiel operierend – als überholt und unmodern brandmarkten. Ebenso fiel das Prädikat der „hart arbeitenden Mannschaft“ wie im Vorjahr Stoke City zu. Auch im zweiten Jahr nach dem Aufstieg in die Premier League funktionierte weitgehend die Spielweise, die nur minimal Fehler zuließ und mit den weiten Einwürfen von Rory Delap über eine Offensivwaffe verfügte, die weiterhin überraschend viele Gegner vor Probleme stellte.
Auch der FC Fulham zeigte sich taktisch diszipliniert, wenngleich die erneut 39 Saisontore nun nicht für mehr als den zwölften Platz reichten. Die von „Altmeister“ Roy Hodgson trainierten „Cottagers“ setzten im Verlauf der Spielzeit die Prioritäten in Richtung der Europa League und der mit acht Premier-League-Treffern beste Torschütze Bobby Zamora erzielte weitere acht Treffer in dem europäischen Vereinswettbewerb. Zamora spielte sich damit ebenso in den erweiterten Kreis der englischen Nationalmannschaft, wie Darren Bent vom AFC Sunderland, dessen 24 Ligatore ein wichtiger Faktor für den sicheren Klassenerhalt der „Black Cats“ waren.

### Abstiegskampf
Die erneut mit einem kleinen Budget ausgestatteten Bolton Wanderers hatten die überraschend gute Vorjahresplatzierung in der ersten Saisonhälfte nicht bestätigen können und bereits zur Jahreswende verlor die Vereinsführung die Geduld mit dem vormaligen Erfolgstrainer Gary Megson. Unter dem Nachfolger Owen Coyle gelang mit 39 Punkten auf dem 14. Rang schließlich der sichere Klassenverbleib und auch die nur einen Punkt dahinter rangierenden Wolverhampton Wanderers erarbeiteten sich Vorteile im Abstiegskampf. Die Methoden der „Wolves“, bei denen speziell Kevin Doyle zu gefallen wusste, blieben dabei zeitweise nicht unumstritten, da Trainer Mick McCarthy speziell im Dezember 2009 seine Mannschaft gegen Spitzenvereine schonte, um so gegen direkte Konkurrenten auf ausgeruhte Kräfte zu bauen.
Wie schon bei Swansea City baute Roberto Martínez auch bei seinem neuen Klub Wigan Athletic auf ein attraktives Passspiel und wurde am Ende trotz zweier „Klatschen“ – 1:9 gegen Tottenham Hotspur und 0:8 gegen den FC Chelsea – mit dem 16. Rang belohnt. Sportlicher Höhepunkt neben dem 3:1-Heimsieg gegen den FC Chelsea war vor allem der 3:2-Sieg gegen den FC Arsenal, nachdem die „Latics“ noch zehn Minuten vor Schluss mit 0:2 zurückgelegen hatten. Wie im Vorjahr durchlitt West Ham United erneut eine turbulente Spielzeit, die mit David Gold und David Sullivan neue Eigentümer brachte. Die sportlichen Darbietungen waren bei nur einem Auswärtssieg zumeist dürftig und so stand auch Trainer Gianfranco Zola, der nach Saisonende entlassen wurde, stetig unter Druck.
Absteigen mussten der FC Burnley, Hull City und der FC Portsmouth. Dabei hatte sich der Premier-League-Neuling aus Burnley in den Heimspielen zunächst sehr kämpferisch gezeigt, die ersten vier Partien gewonnen und dabei sensationell Vorjahresmeister Manchester United mit 1:0 besiegt. Wendepunkt in der Entwicklung, die in den direkten Wiederabstieg mündete, war der Weggang von Aufstiegstrainer Owen Coyle. Brian Laws als Coyles Nachfolger konnte die Anfangseuphorie nicht neu entfachen und trotz intensiver Publikumsunterstützung bei den Heimauftritten sorgte die Auswärtsbilanz von 17 Niederlagen in 19 Partien für den „sportlichen Genickbruch“. Nur unwesentlich besser präsentierte sich Hull City mit sechs Punkten in der Fremde, blieb dabei aber komplett ohne Sieg und bestätigte damit den Negativtrend, der sich bereits in der Rückrunde der Vorsaison angedeutet hatte. Dazu waren Veränderungen in der Vereinsverführung gekommen – Paul Duffen gab den Vorsitz an den Rückkehrer Adam Pearson ab – und auch im Traineramt zeigte sich der Klub mit Phil Brown und später Iain Dowie konfus; Dowie galt offiziell gar nur als „Berater“. Mit großen finanziellen und sportlichen Sorgen belastet, erweckte Hull City damit nicht die Hoffnung, binnen kürzerer Zeit wieder in die Premier League zurückkehren zu können. Existenziell bedrohlich wurde die Situation des FC Portsmouth, der nach Managementfehlern in der Finanzkrise als erster Klub in der Geschichte des Ligaverbands Insolvenz anmeldete und damit neun Punkte einbüßte – rechnerisch wäre „Pompey“ am Ende auch ohne diese Bürde sportlich abgestiegen.

## Abschlusstabelle

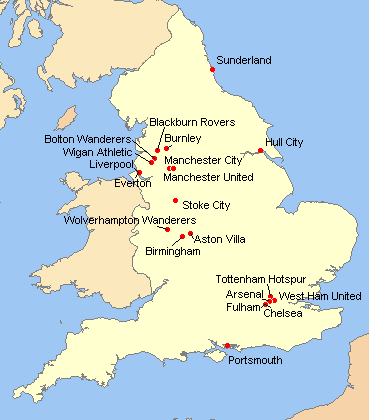
Vereine der Premier League 2009/10

| Pl. | Verein                      | Sp. | S  | U  | N  | Tore    | Diff. | Punkte |
| --- | --------------------------- | --- | -- | -- | -- | ------- | ----- | ------ |
| 1.  | FC Chelsea (P)              | 38  | 27 | 5  | 6  | 103:320 | +71   | 86     |
| 2.  | Manchester United (M, L)    | 38  | 27 | 4  | 7  | 086:280 | +58   | 85     |
| 3.  | FC Arsenal                  | 38  | 23 | 6  | 9  | 083:410 | +42   | 75     |
| 4.  | Tottenham Hotspur           | 38  | 21 | 7  | 10 | 067:410 | +26   | 70     |
| 5.  | Manchester City             | 38  | 18 | 13 | 7  | 073:450 | +28   | 67     |
| 6.  | Aston Villa                 | 38  | 17 | 13 | 8  | 052:390 | +13   | 64     |
| 7.  | FC Liverpool                | 38  | 18 | 9  | 11 | 061:350 | +26   | 63     |
| 8.  | FC Everton                  | 38  | 16 | 13 | 9  | 060:490 | +11   | 61     |
| 9.  | Birmingham City (N)         | 38  | 13 | 11 | 14 | 038:470 | −9    | 50     |
| 10. | Blackburn Rovers            | 38  | 13 | 11 | 14 | 041:550 | −14   | 50     |
| 11. | Stoke City                  | 38  | 11 | 14 | 13 | 034:480 | −14   | 47     |
| 12. | FC Fulham                   | 38  | 12 | 10 | 16 | 039:460 | −7    | 46     |
| 13. | AFC Sunderland              | 38  | 11 | 11 | 16 | 048:560 | −8    | 44     |
| 14. | Bolton Wanderers            | 38  | 10 | 9  | 19 | 042:670 | −25   | 39     |
| 15. | Wolverhampton Wanderers (N) | 38  | 9  | 11 | 18 | 032:560 | −24   | 38     |
| 16. | Wigan Athletic              | 38  | 9  | 9  | 20 | 037:790 | −42   | 36     |
| 17. | West Ham United             | 38  | 8  | 11 | 19 | 047:660 | −19   | 35     |
| 18. | FC Burnley (N)              | 38  | 8  | 6  | 24 | 042:820 | −40   | 30     |
| 19. | Hull City                   | 38  | 6  | 12 | 20 | 034:750 | −41   | 30     |
| 20. | FC Portsmouth 1             | 38  | 7  | 7  | 24 | 034:660 | −32   | 19     |

Platzierungskriterien: 1. Punkte – 2. Tordifferenz – 3. geschossene Tore

| (M) | amtierender englischer Meister   |
| (P) | amtierender FA-Cup-Sieger        |
| (L) | amtierender Ligapokal-Sieger     |
| (N) | Neuaufsteiger der letzten Saison |

## Ergebnistabelle
In der linken Spalte sind die Heimmannschaften aufgelistet.
| 2009/10                 | ARS | AST | BIR | BLA | BOL | BUR | CHE | EVE | FUL | HUL | LIV | MNC | MNU | POR | STK | SUN | TOT | WHU | WIG | WOL |
| ----------------------- | --- | --- | --- | --- | --- | --- | --- | --- | --- | --- | --- | --- | --- | --- | --- | --- | --- | --- | --- | --- |
| FC Arsenal              |     | 3:0 | 3:1 | 6:2 | 4:2 | 3:1 | 0:3 | 2:2 | 4:0 | 3:0 | 1:0 | 0:0 | 1:3 | 4:1 | 2:0 | 2:0 | 3:0 | 2:0 | 4:0 | 1:0 |
| Aston Villa             | 0:0 |     | 1:0 | 0:1 | 5:1 | 5:2 | 2:1 | 2:2 | 2:0 | 3:0 | 0:1 | 1:1 | 1:1 | 2:0 | 1:0 | 1:1 | 1:1 | 0:0 | 0:2 | 2:2 |
| Birmingham City         | 1:1 | 0:1 |     | 2:1 | 1:2 | 2:1 | 0:0 | 2:2 | 1:0 | 0:0 | 1:1 | 0:0 | 1:1 | 1:0 | 0:0 | 2:1 | 1:1 | 1:0 | 1:0 | 2:1 |
| Blackburn Rovers        | 2:1 | 2:1 | 2:1 |     | 3:0 | 3:2 | 1:1 | 2:3 | 2:0 | 1:0 | 0:0 | 0:2 | 0:0 | 3:1 | 0:0 | 2:2 | 0:2 | 0:0 | 2:1 | 3:1 |
| Bolton Wanderers        | 0:2 | 0:1 | 2:1 | 0:2 |     | 1:0 | 0:4 | 3:2 | 0:0 | 2:2 | 2:3 | 3:3 | 0:4 | 2:2 | 1:1 | 0:1 | 2:2 | 3:1 | 4:0 | 1:0 |
| FC Burnley              | 1:1 | 1:1 | 2:1 | 0:1 | 1:1 |     | 1:2 | 1:0 | 1:1 | 2:0 | 0:4 | 1:6 | 1:0 | 1:2 | 1:1 | 3:1 | 4:2 | 2:1 | 1:3 | 1:2 |
| FC Chelsea              | 2:0 | 7:1 | 3:0 | 5:0 | 1:0 | 3:0 |     | 3:3 | 2:1 | 2:1 | 2:0 | 2:4 | 1:0 | 2:1 | 7:0 | 7:2 | 3:0 | 4:1 | 8:0 | 4:0 |
| FC Everton              | 1:6 | 1:1 | 1:1 | 3:0 | 2:0 | 2:0 | 2:1 |     | 2:1 | 5:1 | 0:2 | 2:0 | 3:1 | 1:0 | 1:1 | 2:0 | 2:2 | 2:2 | 2:1 | 1:1 |
| FC Fulham               | 0:1 | 0:2 | 2:1 | 3:0 | 1:1 | 3:0 | 0:2 | 2:1 |     | 2:0 | 3:1 | 1:2 | 3:0 | 1:0 | 0:1 | 1:0 | 0:0 | 3:2 | 2:1 | 0:0 |
| Hull City               | 1:2 | 0:2 | 0:1 | 0:0 | 1:0 | 1:4 | 1:1 | 3:2 | 2:0 |     | 0:0 | 2:1 | 1:3 | 0:0 | 2:1 | 0:1 | 1:5 | 3:3 | 2:1 | 2:2 |
| FC Liverpool            | 1:2 | 1:3 | 2:2 | 2:1 | 2:0 | 4:0 | 0:2 | 1:0 | 0:0 | 6:1 |     | 2:2 | 2:0 | 4:1 | 4:0 | 3:0 | 2:0 | 3:0 | 2:1 | 2:0 |
| Manchester City         | 4:2 | 3:1 | 5:1 | 4:1 | 2:0 | 3:3 | 2:1 | 0:2 | 2:2 | 1:1 | 0:0 |     | 0:1 | 2:0 | 2:0 | 4:3 | 0:1 | 3:1 | 3:0 | 1:0 |
| Manchester United       | 2:1 | 0:1 | 1:0 | 2:0 | 2:1 | 3:0 | 1:2 | 3:0 | 3:0 | 4:0 | 2:1 | 4:3 |     | 5:0 | 4:0 | 2:2 | 3:1 | 3:0 | 5:0 | 3:0 |
| FC Portsmouth           | 1:4 | 1:2 | 1:2 | 0:0 | 2:3 | 2:0 | 0:5 | 0:1 | 0:1 | 3:2 | 2:0 | 0:1 | 1:4 |     | 1:2 | 1:1 | 1:2 | 1:1 | 4:0 | 3:1 |
| Stoke City              | 1:3 | 0:0 | 0:1 | 3:0 | 1:2 | 2:0 | 1:2 | 0:0 | 3:2 | 2:0 | 1:1 | 1:1 | 0:2 | 1:0 |     | 1:0 | 1:2 | 2:1 | 2:2 | 2:2 |
| AFC Sunderland          | 1:0 | 0:2 | 3:1 | 2:1 | 4:0 | 2:1 | 1:3 | 1:1 | 0:0 | 4:1 | 1:0 | 1:1 | 0:1 | 1:1 | 0:0 |     | 3:1 | 2:2 | 1:1 | 5:2 |
| Tottenham Hotspur       | 2:1 | 0:0 | 2:1 | 3:1 | 1:0 | 5:0 | 2:1 | 2:1 | 2:0 | 0:0 | 2:1 | 3:0 | 1:3 | 2:0 | 0:1 | 2:0 |     | 2:0 | 9:1 | 0:1 |
| West Ham United         | 2:2 | 2:1 | 2:0 | 0:0 | 1:2 | 5:3 | 1:1 | 1:2 | 2:2 | 3:0 | 2:3 | 1:1 | 0:4 | 2:0 | 0:1 | 1:0 | 1:2 |     | 3:2 | 1:3 |
| Wigan Athletic          | 3:2 | 1:2 | 2:3 | 1:1 | 0:0 | 1:0 | 3:1 | 0:1 | 1:1 | 2:2 | 1:0 | 1:1 | 0:5 | 0:0 | 1:1 | 1:0 | 0:3 | 1:0 |     | 0:1 |
| Wolverhampton Wanderers | 1:4 | 1:1 | 0:1 | 1:1 | 2:1 | 2:0 | 0:2 | 0:0 | 2:1 | 1:1 | 0:0 | 0:3 | 0:1 | 0:1 | 0:0 | 2:1 | 1:0 | 0:2 | 0:2 |     |

## Torschützenliste
|    | Spieler            | Verein            | Tore |
| -- | ------------------ | ----------------- | ---- |
| 1  | Didier Drogba      | FC Chelsea        | 29   |
| 2  | Wayne Rooney       | Manchester United | 26   |
| 3  | Darren Bent        | AFC Sunderland    | 24   |
| 4  | Carlos Tévez       | Manchester City   | 23   |
| 5  | Frank Lampard      | FC Chelsea        | 22   |
| 6  | Fernando Torres    | FC Liverpool      | 18   |
|    | Jermain Defoe      | Tottenham Hotspur | 18   |
| 8  | Cesc Fàbregas      | FC Arsenal        | 15   |
| 9  | Emmanuel Adebayor  | Manchester City   | 14   |
| 10 | Gabriel Agbonlahor | Aston Villa       | 13   |
|    | Louis Saha         | FC Everton        | 13   |

## Auszeichnungen während der Saison
| Monat          | Trainer des Monats                 | Spieler des Monats                |
| -------------- | ---------------------------------- | --------------------------------- |
| August 2009    | Harry Redknapp (Tottenham Hotspur) | Jermain Defoe (Tottenham Hotspur) |
| September 2009 | Alex Ferguson (Manchester United)  | Fernando Torres (FC Liverpool)    |
| Oktober 2009   | Roy Hodgson (FC Fulham)            | Robin van Persie (FC Arsenal)     |
| November 2009  | Carlo Ancelotti (FC Chelsea)       | Jimmy Bullard (Hull City)         |
| Dezember 2009  | Alex McLeish (Birmingham City)     | Carlos Tévez (Manchester City)    |
| Januar 2010    | David Moyes (FC Everton)           | Wayne Rooney (Manchester United)  |
| Februar 2010   | Roy Hodgson (FC Fulham)            | Mark Schwarzer (FC Fulham)        |
| März 2010      | David Moyes (FC Everton)           | Florent Malouda (FC Chelsea)      |
| April 2010     | Martin O’Neill (Aston Villa)       | Gareth Bale (Tottenham Hotspur)   |

## Spielstätten
| Stadion              | Verein           | Kapazität |
| -------------------- | ---------------- | --------- |
| Emirates Stadium     | FC Arsenal       | 60.355    |
| Villa Park           | Aston Villa      | 42.640    |
| St. Andrew’s Stadium | Birmingham City  | 30.009    |
| Ewood Park           | Blackburn Rovers | 31.367    |
| Reebok Stadium       | Bolton Wanderers | 28.723    |
| Turf Moor            | FC Burnley       | 22.546    |
| Stamford Bridge      | FC Chelsea       | 42.055    |
| Goodison Park        | FC Everton       | 40.157    |
| Craven Cottage       | FC Fulham        | 25.700    |
| KC Stadium           | Hull City        | 25.404    |

| Stadion                    | Verein                  | Kapazität |
| -------------------------- | ----------------------- | --------- |
| Anfield                    | FC Liverpool            | 45.362    |
| City of Manchester Stadium | Manchester City         | 47.726    |
| Old Trafford               | Manchester United       | 76.212    |
| Fratton Park               | FC Portsmouth           | 20.688    |
| Britannia Stadium          | Stoke City              | 28.383    |
| Stadium of Light           | AFC Sunderland          | 49.000    |
| White Hart Lane            | Tottenham Hotspur       | 36.240    |
| Upton Park                 | West Ham United         | 35.303    |
| DW Stadium                 | Wigan Athletic          | 25.138    |
| Molineux Stadium           | Wolverhampton Wanderers | 29.303    |

## Die Meistermannschaft des FC Chelsea
Nach den Regeln der Premier League erhält ein Spieler eine offizielle Siegermedaille, wenn er für den Meisterverein mindestens 10 Premier-League-Partien absolviert. Vor diesem Hintergrund zählen nur die nachstehenden Akteure als englische Meister der Saison 2009/10. In Klammern sind die Anzahl der Einsätze sowie die dabei erzielten Tore genannt.
| 1. | FC Chelsea |
|    | - Tor: Petr Čech (34/-) - Abwehr: John Terry (37/2); Branislav Ivanović (28/-); Ashley Cole (27/4); Ricardo Carvalho (22/-); Juri Schirkow (17/-); Alex (16/1); Paulo Ferreira (13/-); Juliano Belletti (11/-) - Mittelfeld: Frank Lampard (36/22); Florent Malouda (33/12); Michael Ballack (32/4); Joe Cole (26/2); John Obi Mikel (25/-); Deco (19/2); Michael Essien (14/3) - Sturm: Nicolas Anelka (33/11); Didier Drogba (32/29); Salomon Kalou (23/5); Daniel Sturridge (13/1) - Trainer: Carlo Ancelotti |

## Chronik der Trainerwechsel
- Nach einem Fehlstart mit nur sieben Punkten in den ersten 13 Ligaspielen entließ der Tabellenletzte FC Portsmouth am 24. November 2009 Paul Hart. Zwei Tage später wurde Ex-Chelsea-Trainer Avram Grant als Nachfolger angeheuert.
- Trotz eines 4:3-Heimsiegs gegen den AFC Sunderland reagierte die mit hohen Erwartungen in die Saison gestartete Vereinsführung von Manchester City auf eine Serie von nur zwei Siegen in den vergangenen elf Premier-League-Partien und entließ am 19. Dezember 2009 Trainer Mark Hughes. Noch am selben Tag wurde Roberto Mancini als neuer sportlicher Leiter der „Citizens“ präsentiert.
- Am Tag nach einem enttäuschenden 2:2-Heimremis gegen den Abstiegskonkurrenten Hull City und dem Fall auf Platz 18 wurde Gary Megson am 30. Dezember 2009 von den Bolton Wanderers mit sofortiger Wirkung freigestellt. Nachfolger wurde am 8. Januar 2010 der Schotte Owen Coyle von dem Ligakonkurrenten FC Burnley.
- Fünf Tage nach dem Weggang von Owen Coyle wurde Brian Laws neuer Trainer des FC Burnley (13. Januar 2010).
- Nach vier Niederlagen in Folge wurde Phil Brown am 15. März 2010 vom Tabellenvorletzten Hull City freigestellt. Zwei Tage später wurde mit Iain Dowie Browns Nachfolger vorgestellt.